# 소네 게이스케
소네 게이스케(일본어: 曽根圭介, 1967년 ~ )는 일본의 소설가이다.
시즈오카현에서 태어났으며 시즈오카현립 누마즈히가시 고등학교(静岡県立沼津東高等学校) 가라테부 출신으로 고등학교 졸업 후 와세다 대학 상학부(商学部)에 입학했지만, '흔해빠진 인생을 살기 싫다'는 생각에 중퇴 후 만화 카페 점장, 사우나 종업원 등 프리터로 전전하다 2007년 단편 〈코〉가 일본 호러소설 대상 단편상을 수상하며 등단했다. 동시에 집필한 장편 《침저어》는 에도가와 란포상을 수상했다. 이를 통해 '경이의 신인'이란 별명을 얻기도 했다. 2009년에는 「열대야」로 제62회 일본추리작가협회상 단편상을 수상하였다.

## 저작
| 연도 | 제목                          | 원제               | 비고                                         |
| ---- | ----------------------------- | ------------------ | -------------------------------------------- |
| 2007 | 침저어                        | 沈底魚             |                                              |
| 2007 | 코                            | 鼻                 | 〈폭락〉, 〈수난〉, 〈코〉 수록              |
| 2008 | 열대야                        | 熱帯夜             | 〈열대야〉, 〈결국에〉, 〈마지막 변명〉 수록 |
| 2009 | 도지반전                      | 図地反転           |                                              |
| 2011 | 지푸라기라도 잡고 싶은 짐승들 | 藁にもすがる獣たち | 2020년 동명 영화                             |
| 2013 | 암살경매                      | 暗殺競売           |                                              |